# 작명

## 1. 이름이 갖는 의미
보통 이름이라 하면 성(姓) 아래에 붙여 다른 사람과 구별하여 부르는 말[名]이지만 성과 이름을 모두 합쳐 이름, 즉 성명(姓名)이라고도 한다. 국립국어연구원에서 펴낸 표준국어대사전(1999)에서도 ‘성과 이름’이라 하여 성과 함께 표기되는 경우를 제외하고 그냥 ‘이름’이라 하면 ‘성명’을 의미하는 것으로 사용한다.
설문해자(說文解字)에 따르면 성(姓)은 女(여자 여)와 生(날 생)을 합친 회의(會意) 글자로서, 여자가 자식을 낳아 공동체를 형성하고 혈족을 계승하던 모계사회의 관념이 반영된 것이다. 명(名)은 夕(저녁 석)에 口(입 구)를 합친 글자로서, 저녁때 어두워서 서로 잘 볼 수 없기 때문에 이름을 불러 상대를 확인하던 풍습에서 파생되었다고 한다.
그러나 현대 문자학의 발달로 ‘名’에 대한 해석이 요즘 달라졌는데, 名은 축문[口] 위에 제수 고기[夕]가 올라가 있는 모양으로, 아이가 자라 씨족의 일원이 되었음을 조상께 제사를 지내며 정식으로 이름을 지어 보고하는 행위에서 비롯되었다고도 해석한다. 우리말의 ‘이름’은 “무엇이라고 말하다.”라는 의미의 ‘이르다’에서 파생된 명사이다. 이러한 성명과 이름의 기원에서 이름이 갖는 기본적 의미를 알 수 있다.

노자(老子)의 도덕경(道德經)에서 “이름이 없으면 천지의 처음이고, 이름이 있으면 만물의 어머니(로서 이후 모든 존재를 설명할 수 있는 것)이다(無名天地之始, 有名萬物之母).”라는 표현과 성서 <창세기>의 다음 내용은 존재의 본질을 통찰하고 인식해서 존재에 어울리는 의미를 부여하는 일련의 상징적 행위라는 맥락에서 이름을 이해할 수 있게 한다.
“한 처음에 하느님께서 하늘과 땅을 지어 내셨다. (…) 하느님께서는 빛과 어둠을 나누시고 빛을 낮이라, 어둠을 밤이라 부르셨다. (…) 야훼 하느님께서는 (…) 들짐승과 공중의 새를 하나하나 진흙으로 빚어 만드시고, 아담에게 데려다주시고는 그가 무슨 이름을 붙이는가 보고 계셨다. 아담이 동물 하나하나에 붙여 준 것이 그대로 그 동물의 이름이 되었다.”

― 공동번역 성서 창세기
이름은 사물의 본질을 표시하고, 이름을 알고 있다는 것은 곧 그 사물이 지니고 있는 내면의 특성까지도 간파하고 있는 것을 의미한다. 또한 어떤 사물에 이름을 부여한다는 것은 그 사물의 존재를 인정하는 것은 물론, 더 나아가서 사물에 대한 지배권을 의미하며 창조의 한 과정에 속하는 것이다.
사람의 이름이 갖는 일반적인 역할은 그 사람이 누구인지를 밝히고 그 사람을 다른 사람과 구별시키는 것이다. 그러나 성서에서의 이름은 그런 일반적인 의미를 훨씬 뛰어넘어 그 이름을 지니고 있는 사람의 성격과 특성, 그리고 운명까지도 드러내는 역할을 한다. 사람에게 이름이 부여되는 것은 그 이름이 지니고 있는 의미가 곧 본인의 본성과 운명을 드러내는 일이라고 이해하였다.
이런 인식은 동아시아 문화권에서도 마찬가지여서 이름을 짓는 데 신중하며, 자녀가 건강하고 행복하게 자라기를 바라는 마음을 이름에 담아내고, 이름이 좋지 않다고 생각되면 개명을 원하는 경우도 많다.
일단 한 번 지어지면 수없이 불려지는 이름은 사람이 입고 있는 (좀처럼 벗기 어려운) 외투와 같고, 그 사람 외양의 일부가 되어서 본명인(本名人)의 특성과 정체성을 밖으로 드러내는 역할을 한다. 따라서 사람들이란 지구상의 어느 이름들을 다 합친 것보다도 자신의 이름에 더 많은 관심과 애착을 가진다. 당사자에게는 자신의 이름이 세상 그 어떤 단어보다도 가장 중요하면 가장 듣고 싶은 말이다. 그러므로 사람들은 자신의 이름을 자랑스럽게 여기고 그 이름을 영원히 명예롭게 남기고 싶어 하는 것이다.
탈무드에 나오는 세 가지 이름, 즉 “인간에게는 이름 셋이 있다. 태어났을 때 부모가 지어준 이름, 우정에서 우러나 친구들이 부르는 이름, 생애가 끝났을 때 얻게 되는 명성이다.”라는 언급도 이름이 갖는 의미를 잘 표현하고 있다. 첫 번째 이름은 본명․성명․아명 등이며, 두 번째 이름은 별명․애칭 등이며, 세 번째 이름은 명성․명망․명예 등이다. 별명․명성 등 다른 두 이름과 달리 첫 번째 이름인 본명․성명․아명 등은 예부터 기복적 의미로 채색되는 경우가 많았다.
매일 식사 때 사용하는 수저를 넣어두는 주머니의 앞면에 ‘壽․富․貴․福’ 글자나 이를 상징하는 물상(物象)을 수놓고, 뒷면에는 그 사람의 이름을 수놓아서 오복을 염원하던 풍습과 지금보다 나은 개인의 현실적 행복 추구를 위해 개명을 하는 오늘날의 경향은 전혀 무관한 것이 아니며 일맥상통한다. 현대사회는 정글에 비유될 만큼 생존 경쟁이 치열하다. 그렇다 보니 현대인들은 자신의 이름이 운명학적으로 좋지 않다면 과감히 바꾸려는 경향이 강하다.
사람들이 현세에서 행복을 소망하고 구하는 것은 인간의 본성이자 인생의 최상 목표이다. 철학과 종교에서는 마음 수양과 도덕적 성숙이 행복의 지름길이라고 강조하지만 대부분 사람은 ‘수(壽)․부(富)․귀(貴)’라는 지극히 세속적인 것에서 행복을 느낀다. 이에 따라 이름은 자신을 다른 사람과 구별하기 위해 부르는 호칭부호라는 본래의 의미를 넘어서 사람과 운명 간에 공명(共鳴) 작용을 한다고 인식되었다.
또한 현대사회에서는 이름이 하나의 이미지와 상징으로 작용하고 있다. 현대사회는 밖으로 보이는 것을 중요시하는 이미지(image) 사회이다. 그래서 성형을 통해 외모를 가꾸듯이 개명을 통해 이름을 더 좋게 바꾸려는 경향도 강해지고 있는 것이다. 그렇다 보니 자신의 개성을 표현하려는 경향이 강한 현대인들은 부모님이 지어주신 이름이더라도 촌스럽거나 마음에 들지 않으면 자신이 좋아하는 이름으로 개명하는 경우도 많다. 이름은 그 사람에 대한 인상(印象)을 좌우하기 때문에 중요하다고 여기는 것이다.
예를 들면 한국의 대표적 패션디자이너로 활약했던 앙드레김(1935-2010)이 있다. 그의 본래 이름은 ‘김봉남’이다. ‘앙드레김’이란 인물이 갖고 있는 재능과 잠재능력은 ‘김봉남’과 같았지만 만약 자신의 이름을 ‘앙드레김’으로 사용하지 않고, ‘김봉남’을 계속 사용했더라면 과연 ‘앙드레김’이라 불릴 때만큼 사회적으로 크게 성공할 수 있었을까? 아마도 그렇지 않았을 가능성이 훨씬 더 크다.
이름은 단순히 몇 음절의 단어에 그치는 것이 결코 아니라 사회문화적으로 자기 존재의 또 다른 모습으로 중요한 역할을 한다. 그러므로 이름, 즉 성명(姓名)에는 언어학적 관점으로만 이해하고 접근할 수 없는 그 무언가가 있을 것이라는 추론도 충분히 가능하다.

## 2. 좋은 이름이란?
한마디로 좋은 이름이란 이름 주인공에게 맞는 좋은 기운을 지닌 이름이다. 이름은 후천적으로 얻는 요소이다. 그러므로 이름 주인공이 선천적으로 갖고 태어난 기운을 보완해서 중화를 이루는 이름이 가장 좋은 이름이다. 그리고 부르기 쉽고 듣기 좋아야 하며, 시대에 맞고 너무 흔하지 않아야 한다.

### 첫째, 사주와 조화가 되어야 한다.
타고난 사주에서 모자라는 음양오행을 보완해 줘서 사주의 기운과 조화 되는 이름이어야 한다. 우리 문화에서 정초에 삼재(三災)나 횡수(橫數) 등의 액막이를 하거나 소원 성취를 위한 발원문을 적을 때 그 말미에 항상 당사자의 이름과 생년월일을 적는다. 이는 이름과 사주는 곧 그 사람을 상징하는 대표적 징표라는 인식이 매우 근원적인 것이라는 사실을 잘 보여준다.
사주명리에서 길흉성패를 판단하는 핵심은 음양오행의 중화 여부이다. 사람이 태어난 연월일시의 천간과 지지인 사주팔자는 글자 뜻 그대로 4(연월일시)×2(간지)로서 8가지이고, 음양과 오행은 2(음양)×5(오행)로서 10가지이다. 2가지가 차이 나는데 그러므로 기본적으로 2가지는 모자랄 수밖에 없다. 게다가 지지의 토는 4가지나 된다.
어느 음양오행이 모자란다는 것은 곧 다른 음양오행이 넘친다는 뜻이다. 10년마다 바뀌는 대운에서 이러한 점이 보완이 되면 아무런 문제가 없겠지만 그렇지 못한 경우가 훨씬 더 많다. 심지어 사주원국의 음양오행이 더욱 모자라거나 넘치는 방향으로 운이 흐르는 경우도 비일비재하다.
인생이란 음양과 오행이란 재료로써 집을 짓는 건축에 비유할 수도 있고, 음양과 오행이란 승객과 화물을 싣고 나르는 자동차와 선박에 비유할 수도 있다. 선천적으로 부족하거나 태과한 음양오행의 재료를 갖고서 어떻게든 제대로 집을 지어야하고, 안전하게 목적지까지 도착해야 하는 것이 우리네 인생의 현실적 목표이다.
그러기 위해서는 음양오행의 부조화 현상을 먼저 해결해야 되는데, 가장 좋은 방법은 아니지만 차선으로 선택할 수 있는 방법 중의 하나가 바로 이름을 통한 음양오행의 보완이다. 그러므로 아무리 이름에 담긴 뜻이 좋다 하더라도 선천 사주의 음양오행을 보완해 주지 않는 이름은 좋은 이름이라고 할 수 없다.

### 둘째, 부르기 쉬워야 한다.
이름은 평생 동안 다른 사람들에게 수없이 불리어진다. 그러므로 일단 사람들이 이름을 부르기가 쉬워야 한다. 그래야 친근감을 높여서 인간관계 형성에도 유리하다. 이름을 부르는 데 있어서 딱딱하고 매끄럽지 못하다면 사람들은 그 이름의 주인공에 대해서도 무의식적으로 바로 그러한 인상을 가지는 성향이 강하다.
그래서 발음하기 쉬운 이름일수록 상대방에게 더 긍정적인 인상을 심어주고, 발음이 매끄럽고 유연한 이름일수록 상대방에게 더 호감을 높여줘서 사회적 신분 상승에 더 유리하다는 외국의 연구 결과도 있다. 빌 게이츠와 구글의 래리 페이지도 그 예라고 한다.
발음이 편안하고 쉬우려면 아무래도 ‘기’, ‘아’, ‘두’처럼 받침[종성]이 없는 글자가 유리하다. 그러므로 이름자 중에서 적어도 하나는 받침이 없는 글자로 선택하는 것이 좋다. ‘윤민준’처럼 연달아 같은 받침이 겹치는 글자는 신중하게 선택하는 것이 좋다. 소리를 내는 도중에 입술 모양이나 혀의 위치가 달라지는 모음(ㅑ, ㅕ, ㅛ, ㅠ, ㅒ, ㅖ, ㅘ, ㅙ, ㅝ, ㅞ, ㅢ)을 거듭 사용하는 것도 신중해야 한다. ‘박매배’, ‘신재채’, ‘이의희’처럼 같은 자음과 모음을 연거푸 사용하는 것도 피해야 한다.

글로벌 시대에 맞게 외국인도 발음하기 쉬워야 한다. 실제로 ‘은(Eun)’, ‘여(Yeo)’ 등은 외국인이 제대로 발음하기 어렵다. 따라서 외국에서도 사용하기 쉬운, 외국인도 발음하기 쉬운 글자여야 한다. ‘반기문’ 유엔 사무총장의 이름이 좋은 예이다. 그러나 우리말의 정체성과 어감이 가장 중요하므로 외국어로 발음이 쉬운지 여부가 이름 선정의 절대적 기준이 될 수는 없다.
사회적으로 성공하려면 발음하기 쉬운 이름을 가져야 한다.
발음하기 쉬운 이름을 가진 사람일수록 사회적 신분 상승에 훨씬 더 유리하다는 연구 결과가 나왔다고 2012년 2월 10일 영국의 <데일리 메일(Daily Mail)>이 보도했다.
발음하기 쉬운 이름인 데이브(Dave)와 토니(Tony)라는 영국 총리가 있었고, 뉴트(Newt)와 미트(Mitt)라는 미국 대선 후보들이 있었다는 사실이 이를 잘 증명해 준다.
마이크로소프트의 전설인 빌 게이츠(Bill Gates)와 구글 창업자이자 최고경영자인 래리 페이지(Larry Page)도 좋은 예이다.
심리학자들이 여러 차례에 걸쳐 실험한 결과, 발음하기 쉬운 이름일수록 상대방에게 더 긍정적인 인상을 심어주는 것으로 조사되었다. 실험 참가자들이 파커슨(Farquharson)이나 콜크혼(Colquhon)보다 스미스(Smith)나 겐트(Gant)라는 이름을 더 선호하는 것으로 조사되었다.
호주 멜버른대학과 미국 뉴욕대학 연구진이 같은 해에 법대를 졸업한 500명을 추적 조사한 결과, 발음하기 더 쉬운 이름을 가진 사람들이 법률 사무소에서 더 빨리 승진을 하는 것으로 밝혀졌다.
이번 연구의 공동 저자인 아담 얼터 박사는 “얼마나 흔한 이름인지 또는 긴 이름인지 상관없이 얼마나 발음이 매끄럽고 이름이 유연한지가 상대방의 호감을 높인다”고 말했다.
사람들은 수많은 결정과 선택의 사고 과정에서 영향을 받음에도 불구하고 미처 깨닫지 못하는 ‘숨겨진 성향’이 있다고 <실험 사회심리학> 학술지를 인용해서 얼터 박사는 말했다.

즉 사람들은 자신들의 이름과 비슷한 이름을 가진 사람에게 더 매력을 느끼는 경향이 있다고 하였다. 그리고 사람들은 은연중에 상대방의 이름에서 상대방의 성공과 매력도를 판단한다고 연구 결과는 밝혔다.

### 셋째, 듣기 좋아야 한다.
사람들이 이름을 부르거나 들었을 때 어감이 밝고 좋으며, 긍정적인 이미지가 연상되는 이름이어야 한다. 즉, 이름에 담긴 뜻이 좋아야 하고 어감상 좋은 의미가 연상되는 이름이어야 한다. 그러므로 이름의 의미나 발음이 나쁘거나 저속한 것이 연상되거나 놀림감이 되는 경우는 피해야 한다. 악명 높은 사람의 이름과 같거나 비슷한 경우도 피해야 한다. 예쁜 한글이름도 어릴 때는 귀엽고 앙증맞지만 어른이 되면 부르거나 듣기 어색한 경우가 많다. 그러므로 이름은 인생의 모든 시기에 어울려야 하며 성장기를 거쳐 학창시절뿐 아니라 직장과 사회생활에서도 적합해야 한다.
2014년 3월 대법원이 펴낸 소식지 ‘법원사람들’ 봄호에 소개된 개명허가 사례 중에도 이런 이름들이 상당수 포함되어 있다. 김치국, 변분돌, 김하녀, 이창년, 권분필, 서세미, 지기미, 서동개, 김대통, 문모세, 소총각, 맹천재, 이보라매, 최보진, 조지나, 이아들나, 경운기, 곽설희, 신간난, 도동연, 구태놈, 양팔련, 오보이, 임신, 정충희, 하쌍연, 이몽치, 나대장, 신기해, 이고우니, 이루미, 방기생, 홍한심, 강호구, 송아지, 유입분 등이다.
부르거나 들었을 때 어감과 의미가 나쁘고 저속하며 놀림감이 되는 이름은 당사자에게 심각한 정신적 스트레스를 주고 정서적 불안감을 조성해서 자신감이 위축되고 자신의 능력을 제대로 발휘하지 못하게 한다.

### 넷째, 세련되어야 하고, 너무 흔하지 않아야 한다.

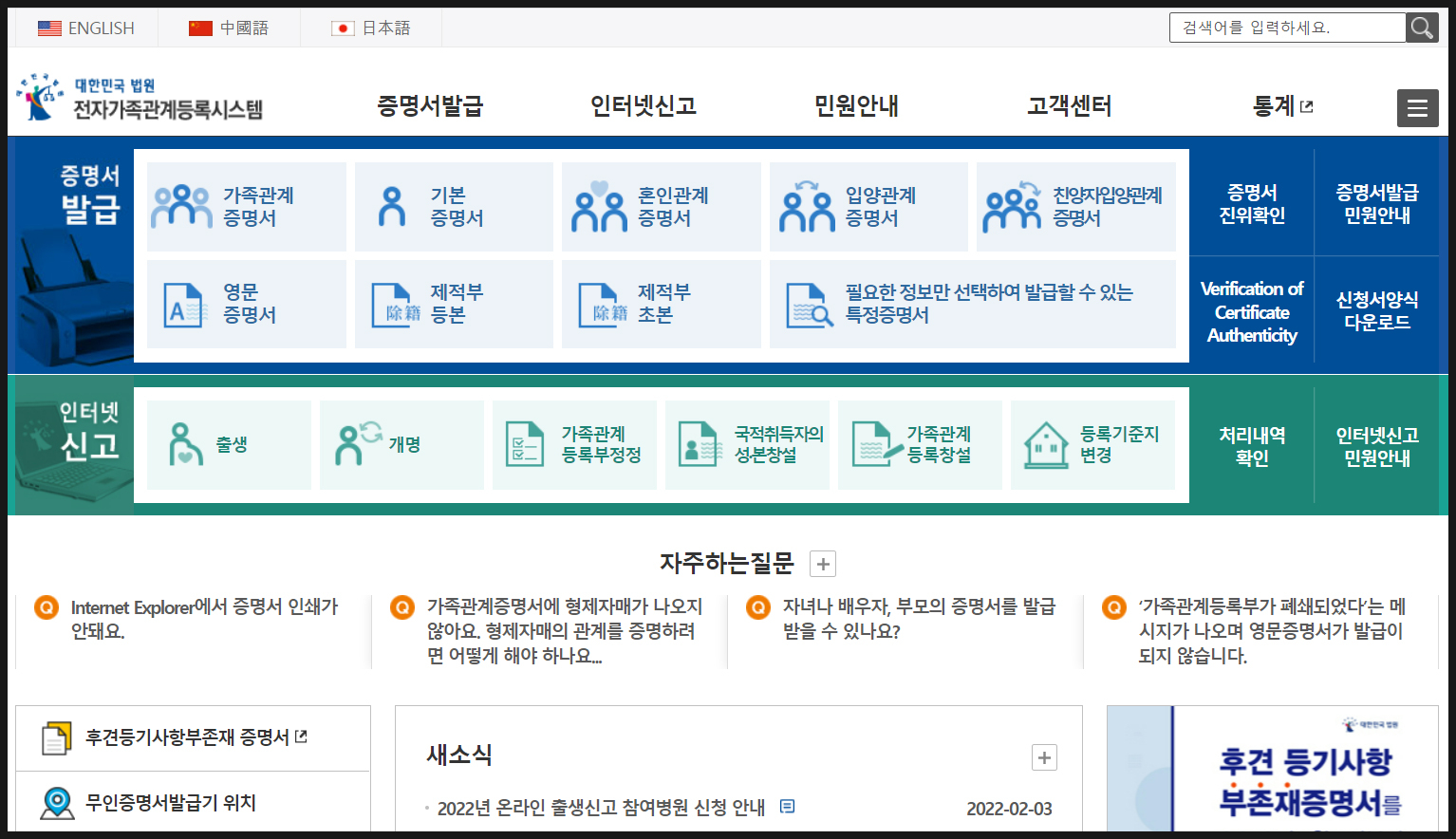
대한민국 법원 전자가족관계등록시스템(efamily.scourt.go.kr)

지금 시대는 다른 사람과 같아서는 안 되고 자신만의 개성이 중요하다. 그러므로 이름도 자신의 개성을 드러내면서 참신해야 한다. 사회적․문화적으로 거리감이 없고, 미래지향적이며 시대적 감각이 있는 이름이어야 한다. 그러나 개성이 지나쳐서 너무 특이한 이름도 너무 흔한 이름만큼이나 좋지 않다. 너무 흔한 이름은 디지털 시대에 자칫하면 인터넷 미아로 전락할 우려가 크므로 신중하게 지어야 한다.
2014년부터 대한민국 법원에서 운영하는 전자가족관계등록시스템(https://efamily.scourt.go.kr)에서 제공하는 출생신고 이름 순위, 개명신고 이름 순위의 20위 안에 들어가는 이름은 피하는 것도 너무 흔하지 않은 이름을 짓는 요령이 된다.

## 3. 작명의 선결 요건
좋은 이름을 짓기 위해서는 가장 먼저 이름 주인공이 될 당사자의 사주에 대한 정확한 분석이 우선되어야 한다. 그래서 선천 사주에서 필요하고 보완해야 할 오행과 음양을 판단해야 한다. 그러므로 바르고 좋은 이름을 짓기 위해서는 사주명리에 대한 충분한 지식이 먼저 갖춰져야 한다. 사주를 간명하는 순서는 대략 다음과 같다. 

### ① 사주와 대운을 정확하게 작성한다.
사주는 사람이 출생한 ‘연월일시’의 천간․지지 네 기둥, 곧 연주․월주․일주․시주를 뜻한다. 대운(大運)은 월주에서 시작하여 살아가면서 각각 10년간씩 담당하는 운을 말한다. 사주 간명의 가장 중요한 첫걸음은 사주와 대운의 정확한 작성이다. 그러므로 상대방이 불러주는 생년월일시를 그대로 적지 말고 반드시 확인한다. 특히 경도상 시차, 서머타임, 야자시 여부를 꼭 확인한다. 사주명리학에서는 제도적인 표준시가 아니라 자연적인 진시(眞時)를 적용한다. 진시와 풍수지리적 태생 환경을 확인하는데 필요하므로 태생지(胎生地)도 확인한다.

### ② 일간과 일주의 특성을 파악한다.
일간(日干)의 특성은 궁(宮)과 성(星)을 함께 고려하며, 일주(日柱)의 특성은 지장간(支藏干)을 함께 고려하여 파악한다. 

### ③ 부족하거나 태과한 오행(육신)의 특성을 파악한다.
사주 원국의 가장 주된 특징을 가장 빠르게 파악하는 방법은 부족하거나 없는 오행과 육신(六神), 태과하거나 편중된 오행과 육신을 파악하는 것이다. 여기에 해당하는 오행과 육신은 당사자의 평생 화두이며 운명의 열쇠이다. 

### ④ 비식재관인(比食財官印)의 계통을 파악한다.
비겁(比劫)은 조직능력과 추진능력을 나타내고, 식상(食傷)은 표현능력과 창의능력, 재성(財星)은 현장에서 뛰는 실천능력과 관리능력, 관성(官星)은 맡은 바 책임을 다하는 수행능력과 규범 준수능력, 인성(印星)은 계획능력과 설계능력을 나타낸다.
그리고 각 육신이 그룹별로 어떻게 연결되어 있는지를 파악한다. 예를 들어 재성이 있으면 생해 주는 식상이 있는지, 이끌고 지켜주는 관성이 있는지를 파악한다. 이를 정기신(精氣神)이라 한다. 기가 해당 육신이라면 정은 해당 육신의 입력(Input)이 되고, 신은 해당 육신의 출력(Output)이 되어서 통기(通氣)해 주는 역할을 한다. 

### ⑤ 천간합을 비롯, 지지의 계통별 특성과 충과 형을 파악한다.
지지의 계통별 특성에는 생왕고(生旺庫)와 삼합․방국이 있다. 생지[寅巳申亥]는 활동성, 왕지[子午卯酉]는 전문성, 고지[辰戌丑未]는 종교성을 지닌다. 충(沖)은 충돌이며 형(刑)은 형살로서 이동하고 분리한다. 

### ⑥ 일간과 다른 간지의 통근(通根)과 투간(透干) 여부를 파악한다.
일간을 비롯한 천간은 지지에 뿌리를 내려야 제 역할을 할 수 있고, 지지도 천간에 투출하여야 사회적 활동을 효율적으로 할 수 있다. 일간의 통근 여부를 살피는 것은 격국(格局)과 억부(抑扶)를 해석함에 있어 매우 중요하다. 

### ⑦ 사주의 격국과 용신을 파악한다.
격(格)이란 그 사주를 대표하는 가장 힘 있는 육신이다. 격이 천간에 투출하고 지지에서 삼합이나 방국을 이루면 격국(格局)이 되어 사주 그릇이 커진다. 격국은 전공과 진로, 직업과 적성을 파악할 때 가장 중요하게 작용한다.

  용신(用神)에는 억부용신과 조후용신, 격국용신이 있다. 억부용신은 개인적․가정적으로 육신의 감당 능력을 담당하고, 조후용신은 개인의 건강과 부부 궁합을 가늠해 주고, 격국용신은 사회활동의 모습을 보여주는 명함으로 작용한다.

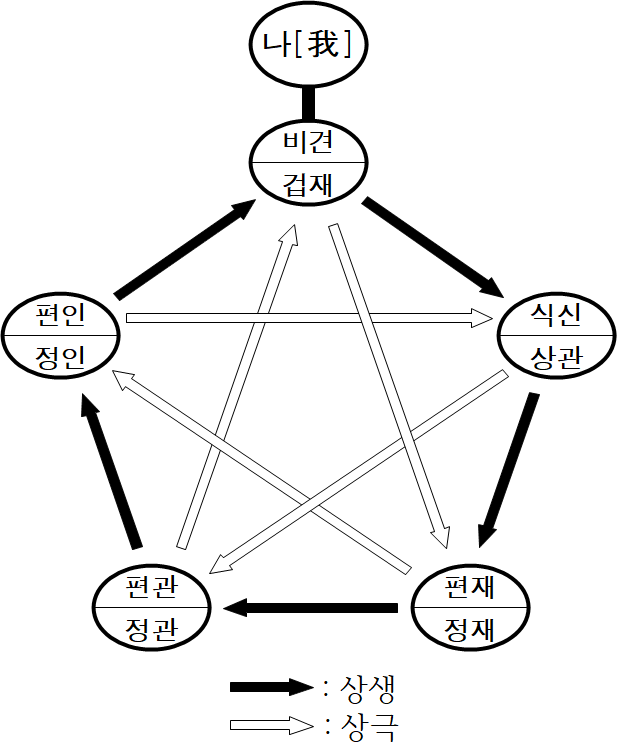
육신(십성) 관계도

사주명리의 꽃 ― 육신(六神)․십성(十星) 육신(六神)은 십성(十星)이라고도 하는데, 사주 주인공인 일간(日干)과 다른 간지(干支)와의 음양의 차이와 오행의 생극 관계를 가려서 부모․형제․배우자․자식과 같은 혈연관계를 비롯하여 사회적 지위․명예, 인간관계, 지식․기술, 의식주․재산, 권리․의무, 수명․건강 등 인간 생활에 필요한 제반 요소들을 해석하는 것으로 사주명리의 핵심이자 꽃이다.
육신에는 비견․겁재․식신․상관․편재․정재․편관․정관․편인․정인 등 10가지가 있다. 그래서 십성이라고도 부른다. 십성을 그 특성에 따라 각기 둘씩 묶으면 비겁(比劫), 식상(食傷), 재성(財星), 관성(官星), 인성(印星)의 다섯 가지가 된다. 여기에 사주 주인공이자 나 자신인 일간을 포함시켜 육신이라 한다.

‘아(일간)―비겁―식상―재성―관성―인성’은 나를 중심으로 해서 차례대로 생하는 관계이며 하나를 건너뛰면 극하는 관계이다. 육신․십성은 일간인 나를 중심으로 보는 것이지만 경우에 따라 다른 간지를 중심으로 볼 수도 있다.

## 4. 기존 작명법의 개관
한국의 언어와 문자 체계에는 소리글자인 한글과 그림문자인 한자가 공존한다. 그래서 작명법도 소리글자인 한글의 발음(發音)과 그림문자인 한자의 획수(劃數)를 준거로 하는 방법들이 중심을 이루고 있다.
이름은 우선 부르기 쉽고 듣기 좋으며 뜻있게 짓는 것이 기본 원칙이다. 그러나 작명가들은 그 외 음양오행과 사주(四柱)․수리(數理)․역상(易象) 등도 참고해서 길한 이름을 짓는다. 하지만 작명가들마다 이름짓는 방법이 제각기 다르며, 자신이 활용하는 방법만이 옳다고 주장한다. 그렇다 보니 같은 사람, 같은 이름을 두고서도 작명가들마다 그 길흉 판단이 서로 다른 경우가 비일비재하다. 그러므로 현존하는 작명법상의 모든 기준을 빠짐없이 충족할 수 있는 좋은 이름이란 존재하지 않는다고 봐도 결코 무리가 아니다.
작명법에 관해 현재 시중에 나와 있는 책만 하더라도 150여 가지가 훨씬 넘고, 인터넷상 작명 관련 운세 사이트와 카페도 1천여 군데를 훌쩍 넘긴다. 그만큼 길한 이름을 지으려는 작명에 관한 사회적 수요가 큰 반면, 작명법에 대한 이견은 분분하다는 반증이다.
현재 한국사회에서 많이 활용하고 있는 작명법들을 그 특징에 따라 유형화하면 크게 5가지로 구분할 수 있다. 81수(數) 작명법, 수리오행(數理五行) 작명법, 자원오행(字源五行) 작명법, 초성발음오행(初聲發音五行) 작명법, 자음십성(子音十星) 작명법 등이다. 이외에도 작명법들이 있으나 통용되는 작명법들은 바로 이 유형들이다.
① 81수 작명법: 이름의 한자 획수를 각각 계산하여 그 배합한 수로 4(원형이정)-5(천인지외총)개의 격(格)을 정한 후, 81가지 수(數) 중에서 해당하는 4-5개의 수에 담긴 의미와 길흉을 판단하는 작명법이다. 1920년대 후반 일본의 구마사키 겐오(熊﨑健翁)가 창안했는데 1940년 창씨개명 시기에 일본으로부터 유입되어 지금까지 한국에서 금과옥조(金科玉條)처럼 여겨지며 사용되고 있다.
② 수리오행 작명법: 이름의 한자 획수를 조합하여 천지인(天地人)의 삼원(三元)으로 구분한 후, 그 획수 오행의 배합이 상생⋅상극인지에 따라 이름의 길흉을 판단하는 것이다. 대개 천(天)은 성과 이름 끝 자를 합한 수, 인(人)은 성과 이름 첫 자를 합한 수, 지(地)는 성을 제외하고 이름자를 모두 합한 수로 본다.
③ 자원오행 작명법: 상형문자이자 뜻글자인 한자(漢字)의 특성상 한자 이름의 부수(部首)와 자의(字意)에 따라 분류한 자원(字源)오행으로써 이름 주인공인 본명인(本名人)의 사주(四柱)에서 필요한 오행을 보완하도록 작명하는 방법이다.
④ 초성발음오행 작명법: 한글 초성자음을 오행으로 구분한 후, 각 이름자의 초성자음 오행이 상생하고 본명인의 사주에 필요한 오행을 보완하도록 작명하는 것이다. 한자와 달리 사람의 소리를 그대로 기호로 나타내는 문자인 한글의 특성에 따른 작명법이다.
⑤ 자음십성 작명법: 한글 이름 획수의 홀짝과 초⋅종성 자음의 오행, 태어난 해[생년] 사이에서 도출한 비견⋅겁재⋅식신⋅상관 등 십성(十星)의 의미에 따라 이름의 길흉을 판단하는 작명법이다. 음파(音波)인 소리 파동과 전혀 무관한데도 ‘파동성명학’으로 홍보하며 오도(誤導)하고 있다.

### 현행 기존 작명법의 문제점핵심
① 한자나 한글의 획수(劃數)를 사용한다.
☞ 획수는 일관성이 없고 자의적(恣意的)이며 운명에 영향을 미치지 않는다. 획수는 점(占)칠 때나 필요하다.
② 한글 초성(종성) 자음만 사용한다.
☞ 소리는 음절(音節)로 구성되며 음절은 중성(모음)이 중심이다. 말소리의 음절은 음양오행의 기운이 담겨 있어 운명에 영향을 미친다.
③ 입술소리(ㅁ)와 목구멍소리(ㅇ)의 오행을 착각한다.

☞ 입술소리(ㅁ)는 토(土), 목구멍소리(ㅇ)는 수(水)이다.

이처럼 여러 가지 작명법이 있으나 가장 우선은 선천적인 사주(四柱)에 근거를 두고 사주의 부족한 음양오행을 보충하며, 사주의 막힌 바를 유통시키고 사주의 단절을 연결시키는 이름이라야 한다.
사람이 태어난 연월일시를 천간․지지의 육십갑자로 나타낸 사주는 저울[秤]과 같다. 그러므로 사주는 저울이 균형을 이루는 모습인 평형(平衡)의 상태를 지향하며, 이는 궁극적으로 사주 안에서 음양오행과 한난조습(寒暖燥濕)이 어느 한쪽으로 치우침이 없는 상태인 중화(中和)로 표현된다. 그렇게 될 경우 그 사주는 마침내 부귀창성하고 무병장수하게 된다고 본다. 이것이 사주명리의 기본 정리(正理)이다.
선천적인 사주를 후천적으로 보완하여 중화에 이르게 하는 변수로는 당사자의 직업, 배우자와의 궁합, 풍수지리적 환경 등과 더불어 사주와 조화되는 이름이라는 성명학적 요소도 포함된다. 표면상 아무리 좋은 이름일지라도 그 사람의 타고난 사주와 조화가 안 되면 도움이 될 수가 없다. 그러므로 올바르고 좋은 이름을 짓고자 한다면, 한글 소리의 음양오행 원리에 근거하여 이름 주인공의 타고난 사주와 상통과 조화가 매우 중요하다.

<출처>
김만태, 훈민정음 모자음오행 성명학, 지식의 통섭, 2022
김만태, 현대 한국사회의 이름짓기 요건에 관한 고찰: 발음오행 성명학을 중심으로, 한국민속학회, 한국민속학 62, 2015.11
김만태, 현대 한국사회의 이름짓기 방법과 특성에 관한 고찰, 한국종교학회, 종교연구 65, 2011.12
1. ↑  “김만태교수 사주작명원”.
2. ↑  “한국학술지인용색인(KCI: KOREA CITATION INDEX)”.
3. ↑  “한국학술지인용색인(KCI: KOREA CITATION INDEX)”.